# John G. Nichols
John Nichols (Canandaigua, 29 dicembre 1812 – Los Angeles, 25 gennaio 1898) è stato un politico statunitense, 3° sindaco di Los Angeles.